# ستيلا مايهيو
ستيلا مايهيو (بالإنجليزية: Stella Mayhew)‏ هي ممثلة أمريكية، ولدت في 19 نوفمبر 1874 في بيتسبرغ في الولايات المتحدة، وتوفيت في 2 مايو 1934 في نيويورك في الولايات المتحدة.

## وصلات خارجية
- ستيلا مايهيو على موقع IMDb (الإنجليزية)
- ستيلا مايهيو على موقع قاعدة بيانات برودواي على الإنترنت (الإنجليزية)